# Едінгтоніт
Едінгтоніт — мінерал з групи цеолітів. Його хімічна формула BaAl2Si3O10·4H2O. Він має різновиди з тетрагональними, ромбічними або триклінними кристалами.
Мінерал зустрічається в порожнинах нефелінових сієнітів, карбонатитів, у гідротермальних жилах і різних основних породах. Зустрічається в асоціації з томсонітом, анальцимом, натролітом, гармотомом, брюстеритом, пренітом і кальцитом.
Названий на честь шотландського колекціонера мінералів Джеймса Едінгтона (1787—1844). Інші джерела (включно з мінералогом Гайдінгером) згадують шотландського геолога та мінералога Томаса Едінгтона (1814-1859). Однак, оскільки мінерал був названий у 1825 році, попередня акредитація має бути справжньою.
Вперше описаний у 1825 році Вільгельмом Ріттером фон Гайдінгером, який виявив мінерал у порожнинах мінералу томсоніту з колекції Джеймса Едінгтона, та Едвардом Тернером, який провів хімічний аналіз. Сам томсоніт походив з пагорбів Кілпатрік (Kilpatrick hills) поблизу Глазго.